# Krisztián Kulcsár
Krisztián Kulcsár, född den 28 juni 1971 i Budapest, Ungern, är en ungersk fäktare som bland annat tog OS-silver i herrarnas lagtävling i värja i samband med de olympiska fäktningstävlingarna 2004 i Aten.